# Mîsî, Ripkî
Mîsî (în ucraineană Миси) este un sat în comuna Hubîci din raionul Ripkî, regiunea Cernihiv, Ucraina.

## Demografie
Componența lingvistică a localității Mîsî
     Ucraineană (96,04%)
     Rusă (3,96%)
Conform recensământului din 2001, majoritatea populației localității Mîsî era vorbitoare de ucraineană (96,04%), existând în minoritate și vorbitori de rusă (3,96%).